# جاك أوينز
جاك أوينز (بالإنجليزية: Jack Owens)‏ هو لاعب كرة قاعدة أمريكي، ولد في 6 مايو 1908 في Converse, South Carolina ‏ في الولايات المتحدة، وتوفي في 14 نوفمبر 1958 في غرينفيل في الولايات المتحدة.

## وصلات خارجية
- جاك أوينز على موقعبيزبول رفرنس.كوم (الدوري الرئيسي) (الإنجليزية)
- جاك أوينز على موقعبيزبول رفرنس.كوم (الدوري الثانوي) (الإنجليزية)